# 띠그래프

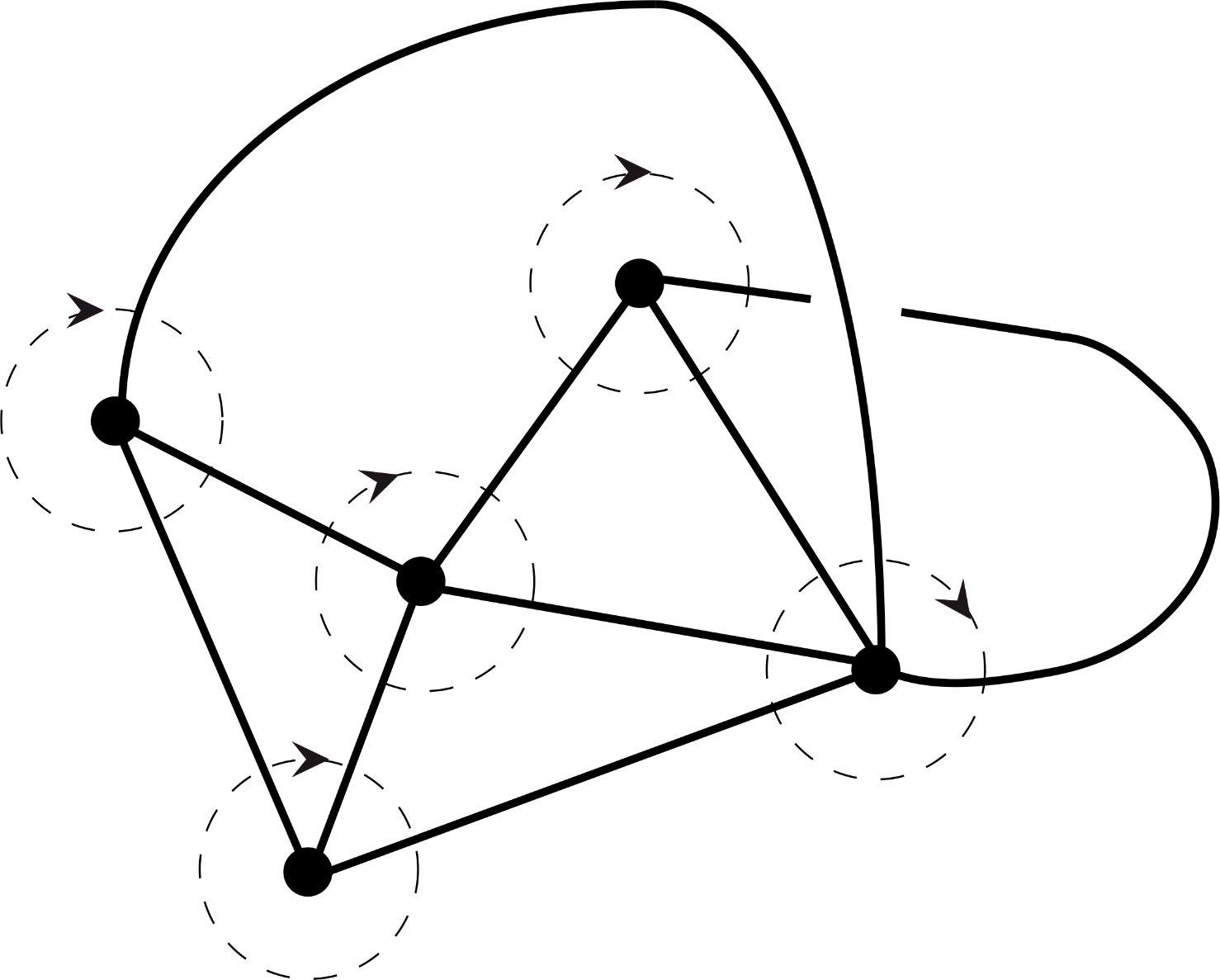
띠그래프의 예. 각 꼭짓점에 인접한 변들의 집합 위에는 순환 순열이 주어지며, 이 순환은 원형 점선 화살표로 표시되었다.

그래프 이론과 위상수학에서, 띠그래프(영어: ribbon graph 리본 그래프[*]) 또는 뚱뚱한 그래프(영어: fat graph)는 주어진 꼭짓점에 인접한 변들에 대한 순환 순열이 주어진 그래프이다. 주어진 띠그래프로부터, 이에 대응하는 곡면을 구성할 수 있다.

## 정의
그래프 {\displaystyle \Gamma }의 반변(半邊, 영어: half-edge) 또는 유향변(有向邊, 영어: oriented edge)는 꼭짓점 {\displaystyle v\in \operatorname {V} (\Gamma )}와, 이에 인접한 변 {\displaystyle e=\{v,u\}\in \operatorname {E} (\Gamma )}의 순서쌍이다. (이는 변 {\displaystyle (v,u)}의 {\displaystyle v}쪽 “절반”, 즉 “{\displaystyle (v,[u+v]/2)}”로 생각할 수 있다. 이에 따라, 반변의 집합 {\displaystyle \operatorname {\bar {E}} (\Gamma )\subseteq \operatorname {V} (\Gamma )\times \operatorname {V} (\Gamma )}은 {\displaystyle \operatorname {V} (\Gamma )\times \operatorname {V} (\Gamma )}의 부분 집합이다.
반변의 집합 {\displaystyle \operatorname {\bar {E}} (\Gamma )} 위에는 다음과 같은 자연스러운 집합의 분할이 존재한다.
{\displaystyle \operatorname {\bar {E}} (\Gamma )=\bigsqcup _{v\in V}\operatorname {\bar {E}} _{v}(\Gamma )}
{\displaystyle \operatorname {\bar {E}} _{v}(\Gamma )=\{(v,u)\colon (v,u)\in \operatorname {\bar {E}} (\Gamma ),\;u\in \operatorname {V} (\Gamma )\}}
띠그래프 {\displaystyle (\Gamma ,\sigma )}는 다음과 같은 데이터로 구성된다.:Definition 1.5
- {\displaystyle \Gamma }는 그래프이며, 모든 꼭짓점의 차수는 유한하다. 즉, 임의의 {\displaystyle v\in \operatorname {V} (\Gamma )}에 대하여 {\displaystyle \operatorname {\bar {E}} _{v}(\Gamma )}는 유한하다.
- {\displaystyle \sigma \colon \operatorname {\bar {E}} (\Gamma )\to \operatorname {\bar {E}} (\Gamma )}는 전단사 함수(즉, 순열)이며, 다음 조건을 만족시킨다.
순열 {\displaystyle \sigma }에 따라, {\displaystyle \operatorname {\bar {E}} (\Gamma )}는 {\displaystyle \sigma }의 순환들로 분할되는데, 이 분할은 {\displaystyle \textstyle \bigsqcup _{v\in V}\operatorname {\bar {E}} _{v}(\Gamma )}과 일치한다.

### 띠그래프에 대응되는 곡면
띠그래프 {\displaystyle (\Gamma ,\sigma )}가 주어졌을 때, 다음을 정의하자.
- 각 꼭짓점 {\displaystyle v\in \operatorname {V} (\Gamma )}에 대하여, {\displaystyle \deg v=k}일 때, {\displaystyle k}-정다각형 {\displaystyle e_{v}}. 정다각형의 변들은 각각 {\displaystyle v}와 인접한 반변 {\displaystyle (v,u_{1}),\dotsc ,(v,u_{k})}들과 대응시킬 수 있으며, 이들은 (시계 반대 방향으로) {\displaystyle \sigma }에 의하여 정의된 순환 순열에 따라 배치된다.

그렇다면, 이 정다각형의 족 {\displaystyle (e_{v})_{v\in \operatorname {V} (\Gamma )}}가 주어졌을 때, 이들을 다음과 같이 짜깁기할 수 있다.
- 각 변 {\displaystyle (u,v)\in \operatorname {E} (\Gamma )}에 대하여, {\displaystyle e_{u}}에서 {\displaystyle v}에 대응하는 변과 {\displaystyle e_{v}}에서 {\displaystyle u}에 대응하는 변을 (방향을 보존하며) 짜깁기한다.

그렇다면, 어떤 유향 곡면(2차원 다양체) {\displaystyle \Sigma _{\Gamma ,\sigma }}를 얻는다. 이를 띠그래프 {\displaystyle (\Gamma ,\sigma )}의 기하학적 실현(영어: geometric realization)이라고 한다.

### 띠그래프에 대응되는 리만 곡면
계량 띠그래프(영어: metric ribbon graph) {\displaystyle (\Gamma ,\sigma ,\ell )}는 다음과 같은 데이터로 구성된다.
- {\displaystyle (\Gamma ,\sigma )}는 유한 개의 꼭짓점과 변을 갖는 연결 띠그래프이다.
- {\displaystyle \ell \colon \operatorname {E} (\Gamma )\to \mathbb {R} ^{+}}는 각 변에 양의 실수를 대응시키는 함수이다. 이를 변의 길이(영어: length)라고 한다.

그렇다면, 각 계량 띠그래프에 표준적으로 어떤 연결 콤팩트 리만 곡면 {\displaystyle \Sigma } 및 그 속의 유한 집합 {\displaystyle \{z_{1},\dotsc ,z_{n}\}} 및 이에 대한 슈트레벨 미분을 대응시킬 수 있다.:§5 또한, {\displaystyle \Sigma \setminus \{z_{1},\dotsc ,z_{n}\}}은 {\displaystyle (\Gamma ,\sigma )}의 기하학적 실현과 위상 동형이다.
구체적으로, 계량 띠그래프 {\displaystyle (\Gamma ,\sigma ,\ell )}에 대하여 다음을 정의하자.
- {\displaystyle \textstyle r=\min _{(u,v)\in \operatorname {E} (\Gamma )}\ell (u,v)}. (사실 이는 이 값 이하의 임의의 양의 실수로 놓아도 된다.)
- 각 꼭짓점 {\displaystyle v\in \operatorname {V} (\Gamma )}에 대하여, 원 {\displaystyle U_{v}=\{z\in \mathbb {C} \colon |z|<r\}}.
- 각 유향변 {\displaystyle (u,v)\in \operatorname {\bar {E}} (\Gamma )}에 대하여, 복소평면의 부분 집합 {\displaystyle U_{(u,v)}=\{z\in \mathbb {C} \colon 0<\operatorname {Re} (z)<\ell (u,v)\}}
- 각 경계 성분 {\displaystyle b=(v_{1},v_{2},\dotsc ,v_{k})}에 대하여, 단위 원 {\displaystyle U_{b}=\{z\in \mathbb {C} \colon |z|<1\}}
- 각 유향변 {\displaystyle (u,v)\in \operatorname {\bar {E}} (\Gamma )}에 대하여, 함수
{\displaystyle f_{(u,v)}\colon U_{(u,v)}\to U_{(v,u)}}
{\displaystyle f_{(u,v)}\colon z\mapsto \ell (u,v)-z}
- 각 꼭짓점 {\displaystyle v} 및 {\displaystyle k\in \{1,\dotsc ,\deg v\}}번째 유향변 {\displaystyle (v,u_{i})\in \operatorname {\bar {E}} _{v}(\Gamma )}에 대하여, 함수
{\displaystyle g_{(v,u_{k})}\colon \{z\in U_{(v,u_{k})\colon |z|<r}\to U_{v}}
{\displaystyle g_{(v,u_{k})}\colon z\mapsto \left(\exp {\frac {2\pi \mathrm {i} k}{\deg v}}\right)z^{2/\deg v}}
- 길이 {\displaystyle n}의 경계 성분 {\displaystyle b=(v_{0},v_{1},v_{2},\dotsc ,v_{n-1},v_{n}=v_{0})} 및 {\displaystyle k\in \{0,\dotsc ,n-1\}}에 대하여, 함수
{\displaystyle h_{b,k}\colon \{z\in U_{(v_{k},v_{k+1})}\colon \operatorname {Im} z>0\}\to U_{b}}
{\displaystyle h_{b,k}\colon z\mapsto \exp \left(2\pi \mathrm {i} {\frac {\left(\ell (v_{0},v_{1})+\ell (v_{1},v_{2})+\dotsb +\ell (v_{k-1},v_{k})+z)\right)}{\ell (v_{0},v_{1})+\ell (v_{1},v_{2})+\dotsb +\ell (v_{n-1},v_{n})}}\right)}

그렇다면,
- 모든 {\displaystyle U_{v}}들과 {\displaystyle U_{(u,v)}}들과 {\displaystyle U_{b}}들을 정칙 함수 {\displaystyle f,g,h}들로 짜깁기하여 리만 곡면 {\displaystyle \Sigma }를 만들 수 있다. {\displaystyle U_{(u,v)}}의 경계들은 모두 {\displaystyle U_{v}} 및 {\displaystyle U_{b}}에 의하여 덮이므로, 이는 콤팩트 리만 곡면이다.
- 또한, {\displaystyle U_{b}}들의 원점들은 특별한 유한 집합 {\displaystyle \{z_{1},\dotsc ,z_{n}\}\subsetneq \Sigma }을 구성한다.
- {\displaystyle U_{(u,v)}} 위의 상수 정칙 이차 미분들은 짜깁기를 통해 {\displaystyle \Sigma \setminus \{z_{1},\dotsc ,z_{n}\}} 위의 정칙 이차 미분을 구성한다. 이는 각 {\displaystyle z_{i}} 근처에서 2차 극을 가져, {\displaystyle \Sigma \setminus \{z_{1},\dotsc ,z_{n}\}}의 슈트레벨 미분을 이룬다. 이 경우, 경계 성분 {\displaystyle b}에 대응되는 양의 실수는 {\displaystyle b}를 구성하는 유향변들의 길이들의 합이다.

### 띠그래프에 대응되는 벨리 사상
{\displaystyle (\Gamma ,\sigma ,\ell )}가 계량 띠그래프이며, 그 어떤 꼭짓점도 차수가 0, 1 또는 2가 아니라고 하자. 그렇다면, 다음 두 조건이 서로 동치이다.:Theorem 6.5
- {\displaystyle (\Gamma ,\sigma ,\ell )}로 정의되는 리만 곡면 {\displaystyle \Sigma }는 대수적 수의 체 {\displaystyle {\bar {\mathbb {Q} }}} 위의 대수 곡선을 이룬다. 즉, 벨리 사상 {\displaystyle \Sigma \to \mathbb {CP} ^{1}} 및 이에 대응되는 데생당팡이 존재한다.
- 모든 변의 길이가 같다.

## 성질

### 조합론적 성질
그래프 {\displaystyle \Gamma } 위의 띠그래프 구조들의 수는 다음과 같다.
{\displaystyle \prod _{v\in \operatorname {V} (\Gamma )}(\deg _{\Gamma }v-1)!}
여기서 {\displaystyle \deg _{\Gamma }(-)}는 꼭짓점의 차수(즉, 꼭짓점과 인접한 변의 수)이다. 특히, 모든 꼭짓점의 차수가 2 이하라면, 띠그래프 구조는 유일하다.

### 위상수학적 성질
띠그래프는 (CW 복합체로 여겼을 때) 그 기하학적 실현과 항상 호모토피 동치이지만, 보통 위상 동형이 아니다.
띠그래프 {\displaystyle (\Gamma ,\sigma )}가 주어졌을 때, 전단사 함수
{\displaystyle i\colon \operatorname {\bar {E}} (\Gamma )\to \operatorname {\bar {E}} (\Gamma )}
{\displaystyle i\colon (u,v)\mapsto (v,u)}
를 생각하자. 그렇다면, {\displaystyle f\circ i}와 {\displaystyle i\circ f}의 순환들을 생각할 수 있다. 그렇다면, 다음 세 집합 사이에는 표준적인 일대일 대응이 존재한다.
- 순열 {\displaystyle \sigma \circ i}의 순환들의 집합
- 순열 {\displaystyle i\circ \sigma }의 순환들의 집합
- {\displaystyle \Sigma _{\Gamma ,\sigma }}의 구멍들의 집합

또한, {\displaystyle \Gamma }가 연결 유한 그래프이고, {\displaystyle \Sigma _{\Gamma ,\sigma }}의 구멍들의 수를 {\displaystyle n}이라고 하고, 그 종수를 {\displaystyle g}라고 할 때, 다음이 성립한다.
{\displaystyle g={\frac {1}{2}}\left(2-|\operatorname {V} (\Gamma )|+|\operatorname {E} (\Gamma )|-n\right)}

## 예

### 나무
나무에 대응되는 곡면은 (띠그래프 구조에 상관 없이) 항상 {\displaystyle \Sigma _{0,1}}, 즉 하나의 구멍이 뚫린 구이다.

### 순환 그래프
꼭짓점 {\displaystyle k}개의 순환 그래프는 유일한 띠그래프 구조를 갖는다. 구체적으로, 꼭짓점들을 {\displaystyle (v_{i})_{i\in \mathbb {Z} /(k)}}라고 하면,
{\displaystyle \sigma \colon (v_{i},v_{i+1})\mapsto (v_{i},v_{i-1})}
{\displaystyle \sigma \colon (v_{i},v_{i-1})\mapsto (v_{i},v_{i+1})}
이다. 이에 대응하는 곡면은 {\displaystyle \Sigma _{0,2}}, 즉 두 개의 구멍이 뚫린 구이다. 순환 그래프 {\displaystyle \Gamma }의 경우
{\displaystyle |\operatorname {V} (\Gamma )|=|\operatorname {E} (\Gamma )|=k}
이며, 순열
{\displaystyle \sigma \circ i\colon (v_{i},v_{i+1})\mapsto (v_{i+1},v_{i+2})}
{\displaystyle \sigma \circ i\colon (v_{i},v_{i-1})\mapsto (v_{i-1},v_{i-2})}
및
{\displaystyle i\circ \sigma \colon (v_{i},v_{i+1})\mapsto (v_{i-1},v_{i})}
{\displaystyle i\circ \sigma \colon (v_{i},v_{i-1})\mapsto (v_{i+1},v_{i})}
둘 다 각각 두 개의 순환을 갖는다. 이에 따라 종수가
{\displaystyle g={\frac {1}{2}}(2-k+k-2)=0}
임을 알 수 있다.

## 참고 문헌
1. 1 2 3  Mulase, Motohico; Penkava, Michael (1998). “Ribbon graphs, quadratic differentials on Riemann surfaces, and algebraic curves defined over ℚ̄”. 《The Asian Journal of Mathematics》 (영어) 2 (4): 875–920. arXiv:math-ph/9811024. Bibcode:1998math.ph..11024M.